# The Platinum Collection
The Platinum Collection naziv je glazbene kolekcije koju izdaje Croatia Records od 2006. godine. Sadrži pjesme najistaknutijih hrvatskih pop izvođača. Kolekcija do sada ima 24 kompilacijska albuma, a svaki je na dvostrukom CD-u:
- The Platinum Collection - Novi fosili - studeni 2006.
- The Platinum Collection - Severina - studeni 2006.
- The Platinum Collection - Dražen Zečić - studeni 2006.
- The Platinum Collection - Tomislav Ivčić - studeni 2006.
- The Platinum Collection - Mišo Kovač - studeni 2006.
- The Platinum Collection - Magazin - studeni 2006.
- The Platinum Collection - Oliver Dragojević - studeni 2006.
- The Platinum Collection - Gibonni - studeni 2006.
- The Platinum Collection - Ivo Robić - studeni 2006.
- The Platinum Collection - Arsen Dedić - studeni 2006.
- The Platinum Collection - Doris Dragović - kolovoz 2007.
- The Platinum Collection - Josipa Lisac - kolovoz 2007.
- The Platinum Collection - Srebrna krila - kolovoz 2007.
- The Platinum Collection - Tereza Kesovija - kolovoz 2007.
- The Platinum Collection - Vice Vukov - kolovoz 2007.
- The Platinum Collection - Zlatko Pejaković - kolovoz 2007.
- The Platinum Collection - Daniel Popović - prosinac 2007.
- The Platinum Collection - Krunoslav Slabinac - prosinac 2007.
- The Platinum Collection - Petar Grašo - prosinac 2007.
- The Platinum Collection - Zdravko Čolić - prosinac 2007.
- The Platinum Collection - Ivica Šerfezi - prosinac 2008.
- The Platinum Collection - Boris Novković - prosinac 2008.
- The Platinum Collection - Ljupka Dimitrovska - prosinac 2008.
- The Platinum Collection - Vanna - prosinac 2008.

2009. objavljeno je posebno izdanje pod nazivom Best of the Platinum Collection.